# ミス・ベネズエラ
ミス・ベネズエラ（Miss Venezuela）は毎年10月に行われるベネズエラを代表するミス・コンテスト。

## 概要
同大会はグルポ・シスネロスが主催して開催されている。大会は各州の予選を勝ち抜いた28名がミス・ベネズエラを目指すコンテストである。テレビ中継はベネビジョンで4時間にわたって生放送され、2時間の再編集版もユニビジョンで放送される。
基本的にはミスUSAと同様、ミス・ユニバースのベネズエラ代表選考を兼ねているが、第2位がミス・ワールド、第3位がミス・インターナショナル、第4位がミス・アースというように、主要ミスコンのベネズエラ代表としてそれぞれ派遣される。
審査は第1次審査に水着、第2次審査はドレス、そして最終審査はインタビューで最終順位が決まる。

## 歴代のミス・ベネズエラ（抜枠）
- 1979年：マリツァ・サヤレロ（ミス・ユニバース1979）
- 1981年：イレネ・サエス（ミス・ユニバース1981）
- 1986年：バーバラ・パラシオス（ミス・ユニバース1986）
- 1995年：アリシア・マチャド（ミス・ユニバース1996）
- 2007年：ダイアナ・メンドーサ（ミス・ユニバース2008）

2007年のミス・ベネズエラは優勝者決定直後に観客の男がステージに乱入するハプニングがあり、会場内は一時騒然となった。
- 2008年：ステファニア・フェルナンデス（ミス・ユニバース2009）
- 2009年：マレリサ・ギブソン
- 2010年：ヴァネッサ・ゴンサルベス
- 2011年：イレーネ・エッサー
- 2012年：マリア・ガブリエラ・イスラー（ミス・ユニバース2013）